# Beta2 Capricorni
Título a ser usado para criar uma ligação interna é Beta2 Capricorni.
Beta2 Capricorni (Capricorni) é uma estrela na direção da constelação de Capricornus. Possui uma ascensão reta de 20h 20m 46.52s e uma declinação de −14° 47′ 05.6″. Sua magnitude aparente é igual a 6.09. Considerando sua distância de 313 anos-luz em relação à Terra, sua magnitude absoluta é igual a 1.18. Pertence à classe espectral B9.5III/IV.